# Marcipalina obscura
Marcipalina obscura là một loài bướm đêm trong họ Erebidae.